# رزی مرکادو
رزی مرکادو (به انگلیسی: Rosie Mercado) (زاده ۲۸ مارس ۱۹۸۰) مدل آمریکایی است.